# Riesel-Sieve
O Riesel-Sieve é um projeto de computação distribuída que roda, em partes, na plataforma BOINC. Bem parecido com o PrimeGrid, quer provar qual dos 509203 é o menor primo para qualquer número n >= 1, k*2^n-1 usando a Linguagem de Programação PERL. Além de buscar os primos, o projeto pretende fornecer novos métodos de trabalho para a plataforma BOINC.
Página do projeto: https://web.archive.org/web/20060815152921/http://boinc.rieselsieve.com/